# Liste der Ministerpräsidenten von Schweden
Dies ist eine Liste der Ministerpräsidenten von Schweden (schwedisch statsminister).

## Vereinigtes Königreich von Norwegen und Schweden (1876–1905)
| #   | Bild                 | Name                 | Amtsantritt        | Amtsaustritt       | Partei    | Anmerkungen |
| --- | -------------------- | -------------------- | ------------------ | ------------------ | --------- | ----------- |
| 1   | Louis De Geer        | Louis De Geer d. Ä.  | 20. März 1876      | 19. April 1880     | Parteilos |             |
| 2   | Arvid Posse          | Arvid Posse          | 19. April 1880     | 13. Juni 1883      | LP        |             |
| 3   | Carl Johan Thyselius | Carl Johan Thyselius | 13. Juni 1883      | 16. Mai 1884       | Parteilos |             |
| 4   | Robert Themptander   | Robert Themptander   | 16. Mai 1884       | 6. Februar 1888    | Parteilos |             |
| 5   | Gillis Bildt         | Gillis Bildt         | 6. Februar 1888    | 12. Oktober 1889   | Parteilos |             |
| 6   | Gustaf Åkerhielm     | Gustaf Åkerhielm     | 12. Oktober 1889   | 10. Juli 1891      | FKPP      |             |
| 7   | Erik Gustaf Boström  | Erik Gustaf Boström  | 10. Juli 1891      | 12. September 1900 | LP        |             |
| 8   | Fredrik von Otter    | Fredrik von Otter    | 12. September 1900 | 5. Juli 1902       | Parteilos |             |
| (7) | Erik Gustaf Boström  | Erik Gustaf Boström  | 5. Juli 1902       | 13. April 1905     | LP        |             |
| 9   | Johan Ramstedt       | Johan Ramstedt       | 13. April 1905     | 2. August 1905     | Parteilos |             |
| 10  | Christian Lundeberg  | Christian Lundeberg  | 2. August 1905     | 7. November 1905   | FKPP      |             |

## Königreich Schweden (seit 1905)
| #    | Bild                    | Name                    | Amtsantritt        | Amtsaustritt       | Partei    | Anmerkungen                                                                   |
| ---- | ----------------------- | ----------------------- | ------------------ | ------------------ | --------- | ----------------------------------------------------------------------------- |
| 11   | Karl Staaff             | Karl Staaff             | 7. November 1905   | 29. Mai 1906       | LSP       |                                                                               |
| 12   | Arvid Lindman           | Arvid Lindman           | 29. Mai 1906       | 7. Oktober 1911    | AVF       |                                                                               |
| (11) | Karl Staaff             | Karl Staaff             | 7. Oktober 1911    | 17. Februar 1914   | LSP       |                                                                               |
| 13   | Hjalmar Hammarskjöld    | Hjalmar Hammarskjöld    | 17. Februar 1914   | 30. März 1917      | Parteilos |                                                                               |
| 14   | Carl Swartz             | Carl Swartz             | 30. März 1917      | 19. Oktober 1917   | Högern    |                                                                               |
| 15   | Nils Edén               | Nils Edén               | 19. Oktober 1917   | 10. März 1920      | LSP       | Regierung aus Liberalen und Sozialdemokraten                                  |
| 16   | Hjalmar Branting        | Hjalmar Branting        | 10. März 1920      | 27. Oktober 1920   | S         | Einparteien-Minderheitsregierung                                              |
| 17   | Louis De Geer d. J.     | Louis De Geer d. J.     | 27. Oktober 1920   | 23. Februar 1921   | Parteilos | geschäftsführende Regierung                                                   |
| 18   | Oscar von Sydow         | Oscar von Sydow         | 23. Februar 1921   | 13. Oktober 1921   | Parteilos | geschäftsführende Regierung                                                   |
| (16) | Hjalmar Branting        | Hjalmar Branting        | 13. Oktober 1921   | 19. April 1923     | S         | Einparteien-Minderheitsregierung                                              |
| 19   | Ernst Trygger           | Ernst Trygger           | 19. April 1923     | 18. Oktober 1924   | Högern    | Einparteien-Minderheitsregierung                                              |
| (16) | Hjalmar Branting        | Hjalmar Branting        | 18. Oktober 1924   | 24. Januar 1925    | S         | Einparteien-Minderheitsregierung                                              |
| 20   | Rickard Sandler         | Rickard Sandler         | 24. Januar 1925    | 7. Juni 1926       | S         | Einparteien-Minderheitsregierung                                              |
| 21   | Carl Gustaf Ekman       | Carl Gustaf Ekman       | 7. Juni 1926       | 2. Oktober 1928    | FFP       | Minderheitsregierung aus FP und FFP                                           |
| (12) | Arvid Lindman           | Arvid Lindman           | 2. Oktober 1928    | 7. Juni 1930       | AVF       | Einparteien-Minderheitsregierung                                              |
| (21) | Carl Gustaf Ekman       | Carl Gustaf Ekman       | 7. Juni 1930       | 6. August 1932     | FFP       | Einparteien-Minderheitsregierung                                              |
| 22   | Felix Hamrin            | Felix Hamrin            | 6. August 1932     | 24. September 1932 | FFP       | Einparteien-Minderheitsregierung                                              |
| 23   | Per Albin Hansson       | Per Albin Hansson       | 24. September 1932 | 19. Juni 1936      | S         | Einparteien-Minderheitsregierung                                              |
| 24   | Axel Pehrsson-Bramstorp | Axel Pehrsson-Bramstorp | 19. Juni 1936      | 28. September 1936 | BF        | Einparteien-Minderheitsregierung                                              |
| (23) | Per Albin Hansson       | Per Albin Hansson       | 28. September 1936 | 13. Dezember 1939  | S         | Regierung aus S und BF                                                        |
| (23) | Per Albin Hansson       | Per Albin Hansson       | 13. Dezember 1939  | 31. Juli 1945      | S         | große Koalition aus S, AVF, FP und BF                                         |
| (23) | Per Albin Hansson       | Per Albin Hansson       | 31. Juli 1945      | 6. Oktober 1946    | S         | Einparteien-Minderheitsregierung                                              |
| 25   | Östen Undén             | Östen Undén             | 6. Oktober 1946    | 11. Oktober 1946   | S         | kommissarische Einparteien-Minderheitsregierung                               |
| 26   | Tage Erlander           | Tage Erlander           | 11. Oktober 1946   | 1. Oktober 1951    | S         | Einparteien-Minderheitsregierung                                              |
| 26   | Tage Erlander           | Tage Erlander           | 1. Oktober 1951    | 31. Oktober 1957   | S         | Regierung aus S und BF                                                        |
| 26   | Tage Erlander           | Tage Erlander           | 31. Oktober 1957   | 14. Oktober 1969   | S         | Einparteien-Minderheitsregierung                                              |
| 27   | Olof Palme              | Olof Palme              | 14. Oktober 1969   | 8. Oktober 1976    | S         | Einparteienregierung                                                          |
| 28   | Thorbjörn Fälldin       | Thorbjörn Fälldin       | 8. Oktober 1976    | 18. Oktober 1978   | C         | Regierung aus C, M und FP                                                     |
| 29   | Ola Ullsten             | Ola Ullsten             | 18. Oktober 1978   | 12. Oktober 1979   | FP        | Einparteien-Minderheitsregierung                                              |
| (28) | Thorbjörn Fälldin       | Thorbjörn Fälldin       | 12. Oktober 1979   | 22. Mai 1981       | C         | Regierung aus C, M und FP                                                     |
| (28) | Thorbjörn Fälldin       | Thorbjörn Fälldin       | 22. Mai 1981       | 8. Oktober 1982    | C         | Minderheitsregierung aus C und FP                                             |
| (27) | Olof Palme              | Olof Palme              | 8. Oktober 1982    | 28. Februar 1986   | S         | Einparteien-Minderheitsregierung                                              |
| 30   | Ingvar Carlsson         | Ingvar Carlsson         | 1. März 1986       | 4. Oktober 1991    | S         | Einparteien-Minderheitsregierung                                              |
| 31   | Carl Bildt              | Carl Bildt              | 4. Oktober 1991    | 7. Oktober 1994    | M         | Minderheitsregierung aus M, FP, C und KD                                      |
| (30) | Ingvar Carlsson         | Ingvar Carlsson         | 7. Oktober 1994    | 22. März 1996      | S         | Einparteien-Minderheitsregierung                                              |
| 32   | Göran Persson           | Göran Persson           | 22. März 1996      | 6. Oktober 2006    | S         | Einparteien-Minderheitsregierung                                              |
| 33   | Fredrik Reinfeldt       | Fredrik Reinfeldt       | 6. Oktober 2006    | 3. Oktober 2014    | M         | bis 2010 Mehrheitsregierung aus M, FP, C und KD, seitdem Minderheitsregierung |
| 34   | Stefan Löfven           | Stefan Löfven           | 3. Oktober 2014    | 30. November 2021  | S         | Minderheitsregierung aus S und MP                                             |
| 35   | Magdalena Andersson     | Magdalena Andersson     | 30. November 2021  | 18. Oktober 2022   | S         | Einparteien-Minderheitsregierung                                              |
| 36   | Ulf Kristersson (2018)  | Ulf Kristersson         | 18. Oktober 2022   | amtierend          | M         | Minderheitsregierung aus M, L und KD                                          |